# Plaza Fuerza Aérea Argentina

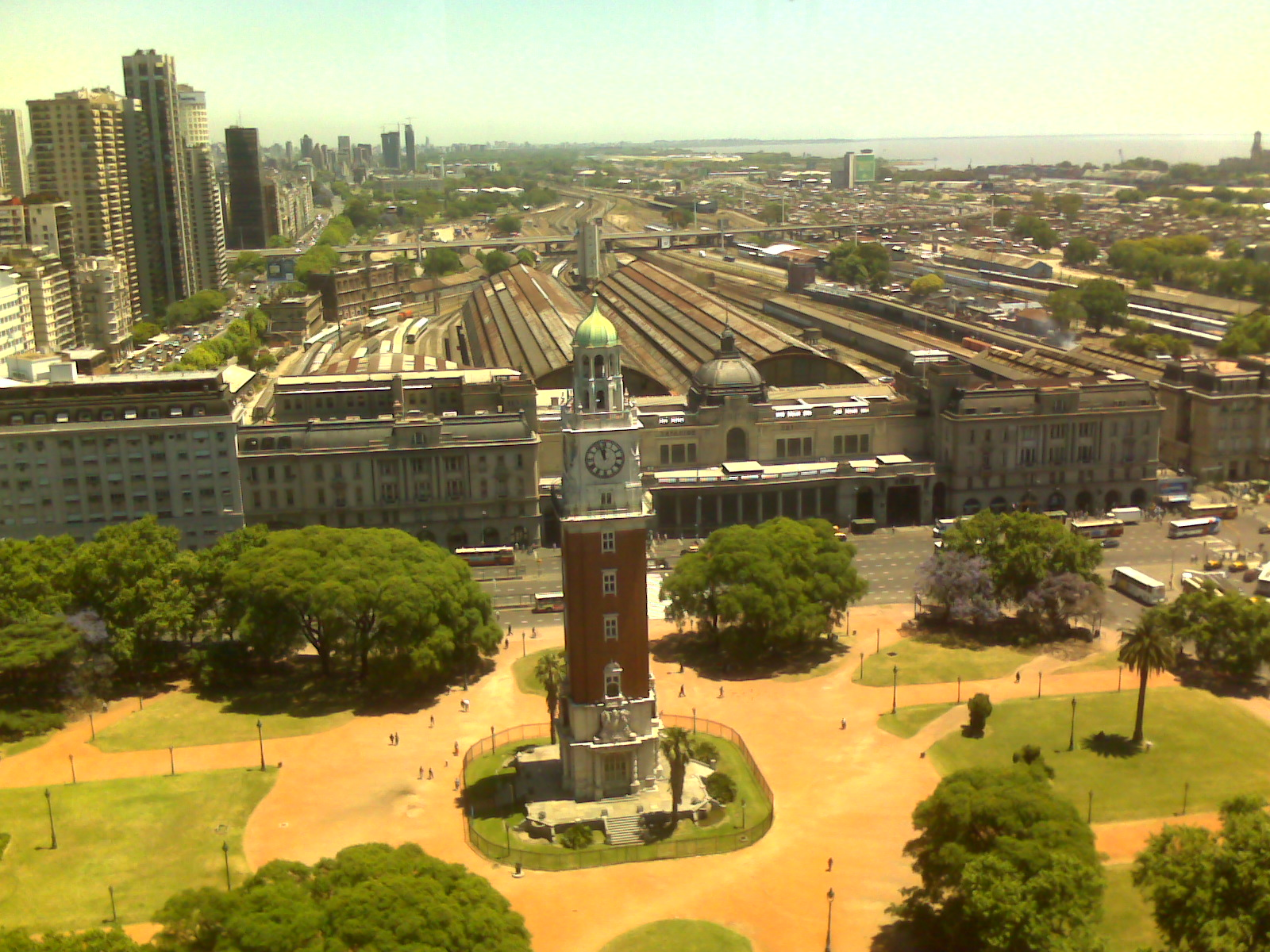
Plaza Fuerza Aérea Argentina, con la Torre Monumental al centro e la stazione ferroviaria di Retiro Mitre.

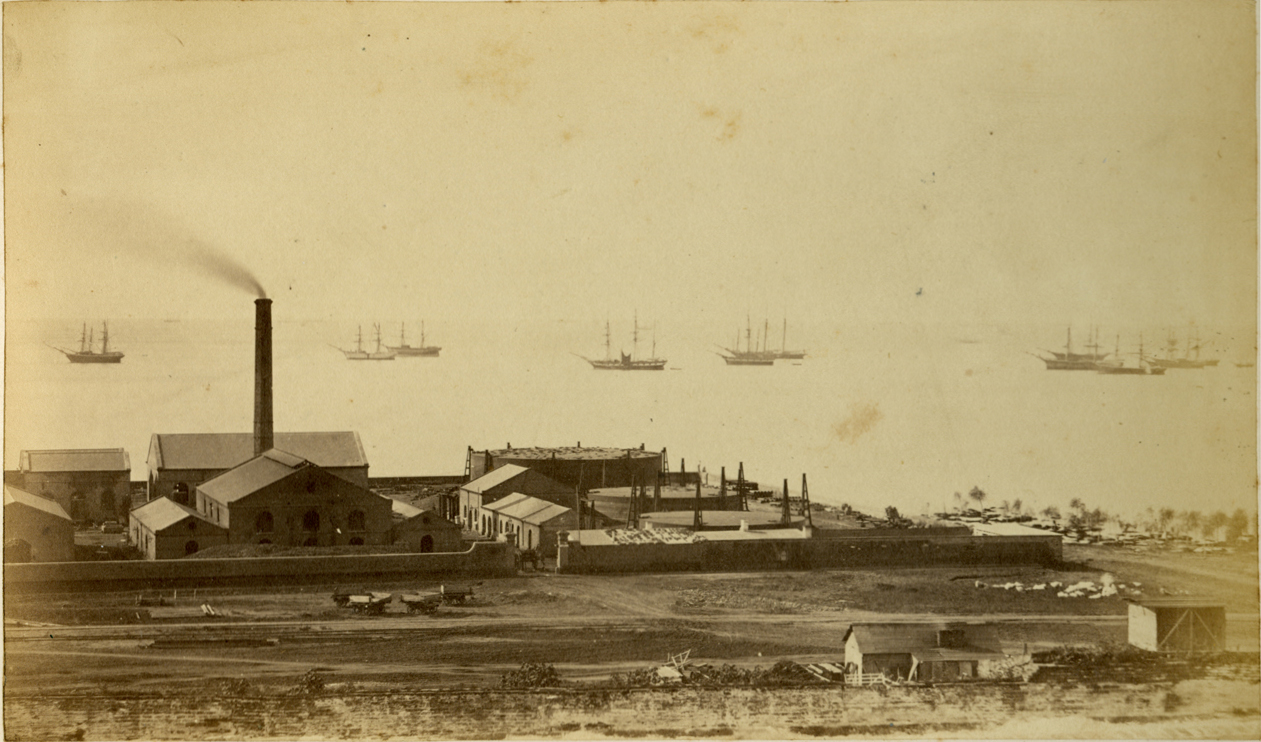
Tra il 1853 e il 1912, nello stesso luogo sorgeva una fabbrica di gas che riforniva la città. Foto di Esteban Gonnet, 1864.

Plaza Fuerza Aérea Argentina (Piazza Aeronautica argentina) è una piazza del quartiere del Retiro a Buenos Aires. Plaza Fuerza Aérea Argentina fu creata per legge il 4 gennaio 1945, facendola così rientrare nel piano di manutenzione dei grandi parchi di Buenos Aires, che in totale superano i 487 ettari di spazi verdi. Originariamente chiamata Plaza Británica (Piazza Britannica), il nome le fu cambiato in quello attuale dopo la guerra delle Falkland, per rendere omaggio all'aeronautica militare nazionale, una delle forze armate argentine. Tuttavia, alcuni continuano a chiamarla con il suo vecchio nome o anche come Plaza de los Ingleses (Piazza degli Inglesi), sebbene quest'ultimo nome non sia mai stato utilizzato ufficialmente.
È circondata da Calle San Martín e Avenida del Libertador. Sul suo sito si trova la Torre Monumental (ex Torre de los Ingleses) e ospita vicino la stazione Retiro della Linea C della metropolitana di Buenos Aires e di fronte ad essa la stazione ferroviaria di Retiro Mitre.